# Reprezentacja Azerbejdżanu U-18 w piłce nożnej mężczyzn
Reprezentacja Azerbejdżanu U-18 w piłce nożnej – zespół piłkarski do lat 18, reprezentujący Azerbejdżan w meczach i sportowych imprezach międzynarodowych, jest jednym z siedmiu męskich młodzieżowych piłkarskich zespołów narodowych w kraju, powoływanym przez selekcjonera, w którym występować mogą wyłącznie zawodnicy posiadający obywatelstwo azerskie i którzy w momencie przeprowadzania imprezy docelowej (finałów Mistrzostw Europy) rocznikowo nie przekroczyli 18. roku życia. Za jej funkcjonowanie odpowiedzialny jest Azerski Związek Piłki Nożnej (AFFA).

## Historia
U-18 Milli komandası powoływana jest od 1993. Drużyna brała udział w eliminacjach do Mistrzostw Europy U-18, ale żadnego razu nie udało się awansować do turnieju finałowego.
Aby lepiej rozumieć się na boisku zespół występował w latach 1996-1998 w najwyższej lidze mistrzostw Azerbejdżanu, zwanej Yüksək Liqa. Sezon 1996/97 zakończył na ostatniej 16.pozycji. Po zakończeniu sezonu 1997/98 uplasował się na 13.miejscu i zaprzestał występy w mistrzostwach kraju. 
Przed zmianą formatu Juniorskich Mistrzostw Europy w 2001 roku zespół do lat 18 pełnił funkcję głównej drużyny juniorskiej i był uczestnikiem kontynentalnych mistrzostw młodzieży w piłce nożnej. Od roku 2002 rozgrywano zawody w kategorii U-19.

## Występy w ME U-18
Uwaga: Od 2002 rozgrywano Mistrzostwa Europy U-19
| 1981 | Nie brała udziału, była częścią ZSRR | Nie brała udziału, była częścią ZSRR |
| 1982 | Nie brała udziału, była częścią ZSRR | Nie brała udziału, była częścią ZSRR |
| 1983 | Nie brała udziału, była częścią ZSRR | Nie brała udziału, była częścią ZSRR |
| 1984 | Nie brała udziału, była częścią ZSRR | Nie brała udziału, była częścią ZSRR |
| 1986 | Nie brała udziału, była częścią ZSRR | Nie brała udziału, była częścią ZSRR |
| 1988 | Nie brała udziału, była częścią ZSRR | Nie brała udziału, była częścią ZSRR |
| 1989 | Nie brała udziału, była częścią ZSRR | Nie brała udziału, była częścią ZSRR |
| 1992 | Nie brała udziału, była częścią ZSRR | Nie brała udziału, była częścią ZSRR |
| 1993 | Nie zakwalifikowała się              | Nie zakwalifikowała się              |
| 1994 | Nie zakwalifikowała się              | Nie zakwalifikowała się              |
| 1995 | Nie zakwalifikowała się              | Nie zakwalifikowała się              |
| 1996 | Nie zakwalifikowała się              | Nie zakwalifikowała się              |
| 1997 | Nie zakwalifikowała się              | Nie zakwalifikowała się              |
| 1998 | Nie zakwalifikowała się              | Nie zakwalifikowała się              |
| 1999 | Nie zakwalifikowała się              | Nie zakwalifikowała się              |
| 2000 | Nie zakwalifikowała się              | Nie zakwalifikowała się              |
| 2001 | Nie zakwalifikowała się              | Nie zakwalifikowała się              |

## Występy w Mistrzostwach Azerbejdżanu

### Rozgrywki krajowe
| \| Azerbejdżan \| Bilans występów klubu w rozgrywkach piłkarskich Azerbejdżanu (Stan na 31 maja 2019 r.) \| \| |                                                                                        |        |       |   |   |   |    |    |     |           |        |        |      |
| Poziom | Rozgrywki                                                                              | Sezony | Mecze | Z | R | P | B+ | B– | Pkt | Lata      | Awanse | Spadki | Naj. |
| I | Yüksək Liqa                                                                            | 2      |       |   |   |   |    |    |     | 1996–1998 | 0      | 0      | 13   |
| II | Birinci Dəstə                                                                          | 0      |       |   |   |   |    |    |     |           |        |        |      |
| | Puchar Azerbejdżanu                                                                    | 0      |       |   |   |   |    |    |     |           |        |        |      |
| Azerbejdżan | Bilans występów klubu w rozgrywkach piłkarskich Azerbejdżanu (Stan na 31 maja 2019 r.) |        |       |   |   |   |    |    |     |           |        |        |      |

## Selekcjonerzy
- 2015–2016:  Mahmud Qurbanov
- od 13.12.2007:  Zaur Həşimov